# ETSI EN 301 893
ETSI EN 301 893 és una norma europea de telecomunicacions publicada per l'ETSI. És una normativa que aplica a les comunicacions de xarxa de ràdio de banda ampla a la banda ISM de 5 GHz. Exemples de protocols que incorporen la norma ETSI EN 301 893 són els IEEE 802.11a, IEEE 802.11n i IEEE 802.11ac. Exemples de productes que han de verificar la normativa ETSI EN 301 893 són routers, punts d'accés i tot tupus ordinadors que implementin els protocols anterior. La darrera versió de la norma es pot esbrinar aquí.

## Característiques
- És una norma obligatòria a tots els equips que operen a la banda de 5 GHz que operen dins la comunitat europea.
- Aplica des de l'1 de gener de 2015 i cobreix els requisits de l'article 3.2 de la directiva europea R&TTE. 2014/53/EU. NOTA : RED: (Radio Equipment Directive) substitueix la directiva (R&TTED) (1999/5/EC). Efectiva a partir del 13 de juny del 2017.
- Normativa de lliure accés disponible al següent enllaç[4]

## Resum de paràmetres
Segons la versió:
| Paràmetre                                     | Valor màxim | Condicions de la mesura                          |
| --------------------------------------------- | --- | ------------------------------------------------ |
| Amplada de banda mínima                       | 5 MHz | -                                                |
| Potència de sortida                           | Amb control de potència: 23 dBm (5.150 a 5.350 MHz) 30 dBm (5.470 to 5.725 MHz) Sense control de potència: 20/23 dBm (5.150 a 5.350 MHz) 27 dBm (5.470 to 5.725 MHz) | -                                                |
| Densitat espectral de potència (EIRP)         | Amb control de potència: 10 dBm/MHz (5.150 a 5.350 MHz) 7/19 dBm/MHz (5.470 to 5.725 MHz) Sense control de potència: 17 dBmMHz (5.150 a 5.350 MHz) 14 dBmMHz (5.470 to 5.725 MHz) | -                                                |
| Senyals espúries no permeses en el transmisor | 30 MHz a 47 MHz -36 dBm 47 MHz a 74 MHz -54 dBm 74 MHz a 87,5 MHz -36 dBm 87,5 MHz a 118 MHz -54 dBm 118 MHz a 174 MHz -36 dBm 174 MHz a 230 MHz -54 dBm 230 MHz a 470 MHz -36 dBm 470 MHz a 862 MHz -54 dBm 862 MHz a 1 GHz -36 dBm 1 GHz a 5,15 GHz -30 dBm 5,35 GHz a 5,47 GHz -30 dBm 5,725 GHz a 26 GHz -30 dBm | Amplada de banda = 100 KHz " = 100 KHz " = 1 MHz |
| Senyals espúries no permeses en el receptor   | 30 MHz to 1 GHz -57 dBm 1 GHz to 26 GHz -47 dBm | Amplada de banda = 100 KHz " = 1 MHz             |